# Kammback
La Kammback est une version break de chasse de la Pontiac Firebird Trans Am de 1979 redessinée par Pininfarina présentée au public en 1978. Aussi désignée Type-K, elle ne resta qu'au stade de prototype.
En 1980, des fabricants indépendants proposèrent des kits pour transformer la Trans Am en Kammback. D'autres en produisirent pour les Pontiac Firebird des générations suivantes.